# Saint-Vougay
Saint-Vougay (bretonisch Sant-Nouga) ist eine französische Gemeinde mit 879 Einwohnern (Stand 1. Januar 2022) im Département Finistère in der Region Bretagne. Sie gehört zum Gemeindeverband Pays de Landivisiau.

## Lage
Die Gemeinde befindet sich im Norden der Bretagne, elf Kilometer südlich der Atlantikküste.
Morlaix liegt 22 Kilometer östlich, die Groß- und Hafenstadt Brest 34 Kilometer südwestlich und Paris etwa 470 Kilometer östlich (Angaben in Luftlinie).

## Bevölkerungsentwicklung
| Jahr                       | 1962 | 1968 | 1975 | 1982 | 1990 | 1999 | 2010 | 2017 |
| Einwohner                  | 911  | 859  | 843  | 812  | 801  | 800  | 923  | 904  |
| Quellen: Cassini und INSEE |      |      |      |      |      |      |      |      |

## Sehenswürdigkeiten

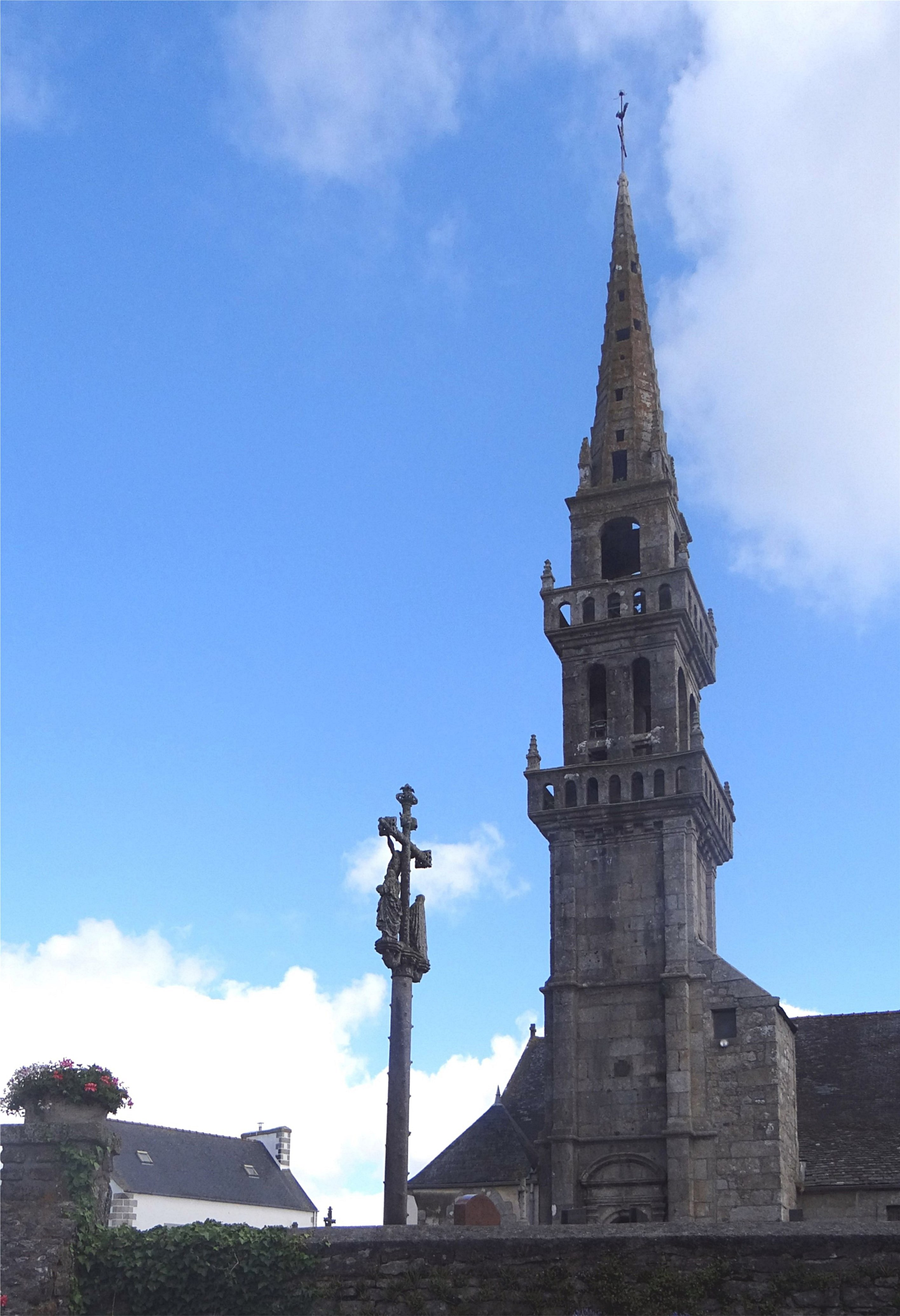
Kirche Saint-Vougay

- Château de Kerjean mit Taubenturm (Monument historique)
- Kirche Saint-Vougay

Siehe auch: Liste der Monuments historiques in Saint-Vougay

## Verkehr
Bei Landivisiau und Morlaix gibt es Abfahrten an der Europastraße 50 (Brest-Rennes) und Regionalbahnhöfe an der überwiegend parallel verlaufenden Bahnstrecke.
Der Bahnhof von Brest ist Endpunkt des TGV Atlantique nach Paris.
Der Flughafen Aéroport de Brest Bretagne nahe Brest ist der nächste Regionalflughafen.